# Agrippa (inslagkrater)

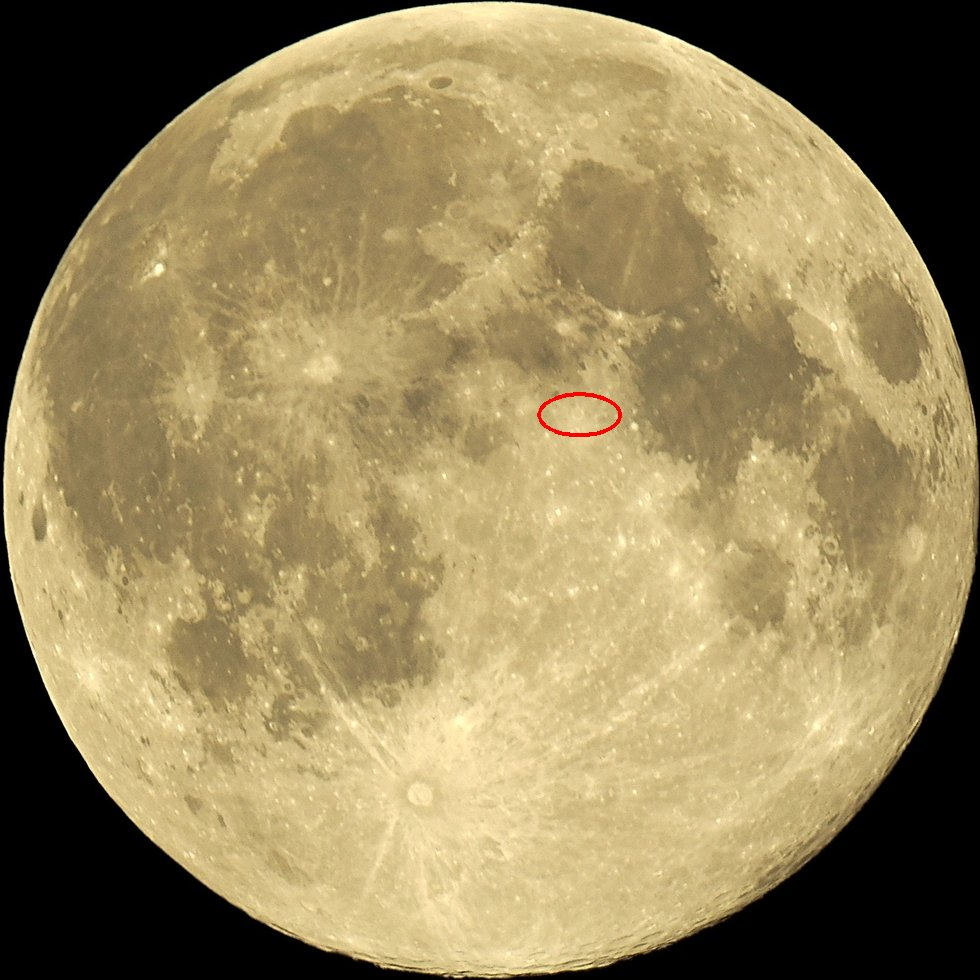
De locatie van Agrippa op de maan

Agrippa is een polygonaalvormige inslagkrater op de naar de Aarde toegekeerde kant van de Maan.

## Beschrijving
De kraterrand van Agrippa heeft een ongebruikelijke vorm, die lijkt op de vorm van een wapenschild, met een afgeronde zuidelijke rand en een hoekiger noordelijke helft. De kraterbodem is enigszins onregelmatig, met een verhoging precies in het midden. Agrippa is 46 kilometer in doorsnede en 3,1 kilometer diep. De krater dateert uit het Eratosthenium, dat duurde van 3,2 tot 1,1 miljard jaar geleden.

## Locatie
Krater Agrippa bevindt zich op de zuidwestelijke rand van Mare Vaporum. Meer precies ten noorden van de krater Godin, met de onregelmatige krater Tempel net ten oosten. Ten noorden en noordoosten loopt de rille Rima Ariadaeus richting het oostzuidoosten, richting de westelijke rand van Mare Tranquillitatis.

## Naamgeving
De krater is genoemd naar de Griekse astronoom Agrippa uit de eerste eeuw n.Chr. De benaming werd gegeven door Giovanni Battista Riccioli. Eerder gaf Michael van Langren aan deze krater de naam Urselii. Johannes Hevelius gaf de naam Mons Ida aan het kraterpaar Agrippa en Godin.

## William Herbert Steavenson
De Engelse amateur astronoom William Herbert Steavenson (W.H. Steavenson, 1894-1975) was in staat om zwak verlichte details waar te nemen op de beschaduwde vloer van Agrippa. Het zwakke licht was afkomstig van een door de zon verlicht deel van de binnenrand van de krater.
- After all, it is not surprising that detail can occasionally be seen on the unilluminated portion, so much light is sometimes reflected from the surrounding sunlit cliffs or walls that Dr. W.H. Steavenson, using a shaded eyepiece, has seen the central mountains of the craters Agrippa and Godin when the interiors of the craters were filled with shadow, and even noted the short shadows cast by the central mountains owing to the light reflected on to them by the cliffs.[3]
- Dit verschijnsel kan ook waargenomen worden in de komvormige krater Hipparchus C waarvan de binnenhellingen een relatief hoog albedo tonen, vergelijkbaar met de binnenhellingen van Aristarchus (inslagkrater). Hipparchus C ziet er tijdens volle maan uit als een oog met heldere iris en donkere pupil. Hipparchus C is het derde lid in de opvallende en ietwat gekromde reeks van vier kraters gevormd door Halley, Hind, Hipparchus C en Hipparchus L, ten zuidoosten van de walvlakte Hipparchus.